# Внешняя политика Сан-Марино
Сан-Марино является активным членом международного сообщества. На 12 июня 2008 года Сан-Марино поддерживает официальные дипломатические отношения со 108 государствами.
Среди прочего Сан-Марино является полноправным членом таких организаций как:
- ООН
- Международный суд ООН
- ЮНЕСКО
- Международный валютный фонд
- Всемирная организация здравоохранения
- Всемирная туристская организация
- Совет Европы
- Международный комитет Красного Креста
- Международный уголовный суд
- Международный институт унификации частного права

Также сотрудничает с ЮНИСЕФ и Управлением Верховного комиссара ООН по делам беженцев и имеет официальные дипломатические отношения с Европейским союзом.
С 10 мая по 6 ноября 1990 года Сан-Марино председательствовало в Комитете министров Совета Европы. Во второй раз это произошло с ноября 2006 по май 2007 года.
Италия, Мальта и Ватикан имеют постоянно действующие посольства на территории Сан-Марино. Остальные государства имеют нерезидентные посольства, чаще всего расположенные в Риме.
Сан-Марино признало Республику Косово.

## Отношение с ЕС
Сан-Марино не входит в ЕС, но имеет открытую границу (хотя и не входит в шенгенское соглашение) и таможенный союз (с 2002 года, включая сельское хозяйство) с ЕС. Также Сан-Марино использует евро и ему разрешено чеканить собственные монеты. Левая оппозиция выступает за вхождение Сан-Марино в состав ЕС, чему противодействует правящая Христианско-демократическая партия.
20 октября 2013 года в Сан-Марино прошел Референдум о присоединении к ЕС.